# I Would Like to See You Again
I Would Like to See You Again je album Johnnyja Casha, objavljen 1978. u izdanju Columbia Recordsa. Naslovna pjesma zauzela je 12. poziciju na country ljestvici singlova, a "There Ain't No Good Chain Gang" 2.; sam album je zauzeo 23. mjesto. Album uključuje nekoliko dueta s Waylonom Jenningsom, od kojih je jedan objavljen kao singl; bila je to jedna od prvih suradnji s Jenningsom, a dvojac će snimiti brojne pjesme zajedno tijekom osamdesetih, uključujući odvojeni album nazvan Heroes. Cash i Jennings kasnije su se udružili s Williejem Nelsonom i Krisom Kristoffersonom te osnovali sastav The Highwaymen.

## Popis pjesama
1. "I Would Like to See You Again" (Larry T. Atwood/Charlie Craig) – 2:55
2. "Lately" (Cash) – 2:01
3. "I Wish I Was Crazy Again" (Bob McDill) – 2:44
  - S Waylonom Jenningsom
4. "Who's Gene Autry?" (Cash) – 3:53
5. "Hurt So Bad" (Cash) – 2:37
6. "I Don't Think I Could Take You Back Again" (Earl Ball, Jr./Jo-El Sonnier) – 2:51
7. "Abner Brown" (Cash) – 3:40
8. "After Taxes" (Jerry Leiber/Billy Edd Wheeler) – 3:03
9. "There Ain't No Good Chain Gang" (Hal Bynum/Dave Kirby) – 3:18
  - S Waylonom Jenningsom
10. "That's the Way It Is" (Roger Bowling/Larry Butler) – 3:03
11. "I'm Alright Now" (Jerry Hensley) – 2:39

## Izvođači
- Johnny Cash - vokali
- Waylon Jennings - vokali
- Al Casey - gitara
- The Jordanaires - prateći vokali

## Ljestvice
Album - Billboard (Sjeverna Amerika)
| Godina | Ljestvica      | Pozicija |
| ------ | -------------- | -------- |
| 1978.  | Country albumi | 23       |

Singlovi - Billboard (Sjeverna Amerika)
| Godina | Singl                            | Ljestvica        | Pozicija |
| ------ | -------------------------------- | ---------------- | -------- |
| 1978.  | "I Would Like to See You Again"  | Country singlovi | 12       |
| 1978.  | "There Ain't No Good Chain Gang" | Country singlovi | 2        |
| 1978.  | "I Wish I Was Crazy Again"       | Country singlovi | 22       |

## Vanjske poveznice
- Podaci o albumu i tekstovi pjesama